# اخترشناسی رادیویی

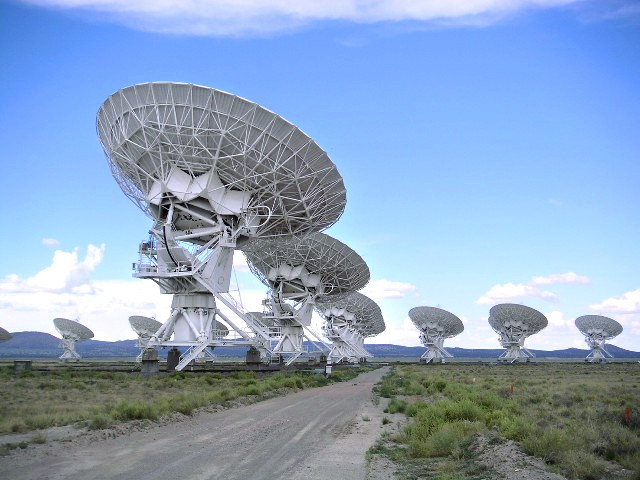
رصدخانه ملی رادیویی آمریکا واقع در ایالت نیومکزیکو.

رادیو اخترشناسی یکی از شاخه‌های مهم اخترشناسی است که با استفاده امواج الکترومغناطیسی به مشاهدهٔ فضا می‌پردازد.
تکنیک‌های اخترشناسی رادیویی شبیه به تکنیک‌های اخترشناسی اپتیکی است با این تفاوت که در اخترشناسی رادیویی، منابع رادیویی توسط رادیو تلسکوپ رصد می‌شود ولی در اخترشناسی اپتیکی، از تلسکوپ نوری استفاده شده و تنها منبع اطّلاعات نور است.

## تاریخچه
این ایده که اجرام فضایی می‌توانند تشعشعات رادیویی داشته باشند نخستین بار توسط معادله ماکسول نشان داده شد که تشعشعات رادیویی از ستارگان می‌توانند با هر طول موجی وجود داشته باشند.
بسیاری از دانشمندان برجسته مانند توماس الوا ادیسون, الیور جوزف لوج و ماکس پلانک پیش‌بینی کرده بودنند که خورشید دارای تشعشعات رادیویی است. حتی لوج سعی کرد که سیگنالهای خورشیدی را دریافت کند ولی به دلیل مشکلات دستگاهش در این امر موفق نبود.
اولین تشعشعات دریافت شده از یک منبع رادیویی در فضا که به‌طور اتفاقی در اوایل دهه ۳۰ ثبت شد به وسیله کارل گوت جانسکی انجام شد. او که به عنوان یک مهندس در آزمایشگاه تلفن بل کار می‌کرد در حال تحقیق و بررسی روی فرستادن امواج صوتی به آن سوی اقیانوس اطلس بود که بدین منظور از یک آنتن بزرگ استفاده می‌کرد سپس او متوجه شد که سیستم آنالوگ ضبط وی مدام یک سیگنال را از منبعی نامعین ضبط می‌کند از آنجا که این سیگنال روزی شدت گرفت جانسکی گمان کرد که منبع آن ممکن است خورشید باشد. پس از بررسی‌ها او متوجه شد که سیگنال دقیقا با طلوع و غروب خورشید مطابق نیست ولی در عوض در یک سیکل ۲۳ ساعت و ۵۶ دقیقه تکرار می‌شود. او نتیجه گرفت که منبع آن باید نوعی از اجرام سماوی که با شب و روز زمین می‌چرخند باشد. با مقایسه مشاهدات وی با نقشه‌های فضایی، دریافت که این سیگنال‌ها از کهکشان راه شیری می‌آید و در مرکز کهکشان قوت می‌گیرد به ویژه در صورت فلکی کماندار. او نتایج مشاهدات و اکتشافاتش را در سال ۱۹۳۳ رسما اعلام کرد. ولی از آنجا که آزمایشگاه بل وی را به شاخه دیگری منتقل کرد او نتوانست تحقیقات خود را در این زمینه ادامه دهد.
گرت ربر با ساختن یک دیش شلجمی به شعاع ۹ متر که در ساخترادیو تلسکوپ استفاده می‌شد کمک شایانی به اخترشناسی رادیوی کرد این کار در ۱۹۳۷ انجام گرفت بعد از مدتی وی موفق به ترسیم اولین نقشه آسمانی از امواج رادیویی شد.
در ۱۹۴۲ ج. س هی که یک محقق نظامی در بریتانیا بود کشف کرد که خورشید امواج رادیویی می‌دهد.
در اوایل دهه ۵۰ مارتین رایل و آنتونی هویش دردانشگاه کمبریج از تداخل سنج امواج که در دانشگاه موجود بود استفاده کرده و موفق به ترسیم نقشه‌های معروف ۲c و ۳c شدند.

## جستارهای مربوطه
- غول قرمز
- آرایه میلیمتری بزرگ آتاکاما